# Hara (wyspa)
Hara – wyspa w północnej Estonii, w Zatoce Fińskiej. Leży na Morzu Bałtyckim i ma powierzchnię 0,11 km². Jej najwyższy punkt to 12 m n.p.m. W okresie II wojny światowej mieściła się tu radziecka baza.